# Arda Güler
Arda Güler (phát âm tiếng Thổ Nhĩ Kỳ: [aɾˈda ˈɟylæɾ] ⓘ; sinh ngày 25 tháng 2 năm 2005) là một cầu thủ bóng đá chuyên nghiệp người Thổ Nhĩ Kỳ hiện đang thi đấu ở vị trí tiền vệ tấn công hoặc tiền vệ cánh cho câu lạc bộ Real Madrid tại La Liga và Đội tuyển bóng đá quốc gia Thổ Nhĩ Kỳ.

## Thời niên thiếu
Güler sinh năm 2005 tại làng Altındağ ở thành phố Ankara thuộc vùng Trung Anatolia.

## Sự nghiệp câu lạc bộ

### Sự nghiệp ban đầu
Arda Güler bắt đầu sự nghiệp của mình với đội trẻ của câu lạc bộ bóng đá Gençlerbirliği Ankara. Vào tháng 2 năm 2019, anh chuyển sang đội trẻ của Fenerbahçe và trong suốt giai đoạn đó, anh tham gia trong một số cuộc tuyển chọn các cầu thủ trẻ của Fenerbahçe. Vào tháng 1 năm 2021, anh nhận được hợp đồng bóng đá chuyên nghiệp đầu tiên có thời hạn đến cuối tháng 5 năm 2023 khi mới 15 tuổi.
Sau khi ký hợp đồng chuyên nghiệp với Fenerbahçe, anh lần đầu tiên được đôn lên đội U-19 của Fenerbahçe và tham gia giải vô địch U-19 Süper Lig. Vào mùa giải này, anh ra sân 22 lần, ghi 10 bàn và lập 7 pha kiến tạo. Ngoài ra, những pha kiến tạo và bàn thắng của anh ở vòng loại trực tiếp đã giúp anh đứng thứ ba tại giải vô địch U-19 vào tháng 7 năm 2021. Vào tháng 8 năm 2021, anh tham gia cùng U19 Fenerbahçe tại giải bóng đá U-19 quốc tế Mladen-Ramljak lần thứ 18 ở Croatia và đứng thứ 5 cùng đội trong giải đấu.

### Fenerbahçe
Güler ký hợp đồng chuyên nghiệp có thời hạn hai năm rưỡi với Fenerbahçe vào ngày 13 tháng 1 năm 2021. Anh được coi là một thần đồng với triển vọng lớn trong tương lai.

#### Mùa giải 2021–22
Güler có trận ra mắt với tư cách là cầu thủ dự bị trước câu lạc bộ Phần Lan HJK trong trận đấu ở vòng play-off của UEFA Europa League 2021–22. Trận đấu này được tổ chức tại Sân vận động Şükrü Saracoğlu vào ngày 19 tháng 8 năm 2021 và kết thúc với tỷ số 1–0 cho Fenerbahçe. Anh đã lập một pha kiến tạo trong trận đấu Süper Lig đầu tiên của anh vào ngày 22 tháng 8 năm 2021 để giúp Miha Zajc ghi bàn ấn định tỷ số 1–0 ở phút thứ 89.
Trong suốt mùa giải 2021–22, anh có nhiều thời gian thi đấu hơn. Vào tháng 3 năm 2022, Güler trở thành cầu thủ ghi bàn trẻ nhất cho Fenerbahçe trong lịch sử Süper Lig khi mới bước sang tuổi 17 ba tuần trước đó. Đến tháng 5 năm 2022, Güler đã ghi 3 bàn và thực hiện 3 pha kiến tạo chỉ sau 255 phút thi đấu. Sau khởi đầu ấn tượng trong sự nghiệp của anh, các câu lạc bộ lớn ở châu Âu như Arsenal, Liverpool, Bayern Munich, Borussia Dortmund, Barcelona và Paris Saint-Germain đã bày tỏ sự quan tâm đến việc ký hợp đồng với anh. Vào ngày 17 tháng 3 năm 2022, Fenerbahçe thông báo rằng họ đã ký hợp đồng ba năm với Güler.

#### Mùa giải 2022–23
Sau sự ra đi của Mesut Özil vào đầu mùa giải 2022–23, Güler được trao số áo 10. Số áo này có ý nghĩa đặc biệt đối với các CĐV Fenerbahçe vì số 10 là số áo của huyền thoại câu lạc bộ Alex de Souza và Jay-Jay Okocha. Anh ghi hai bàn sau 21 phút thi đấu trong trận đầu tiên của mùa giải gặp Kasımpaşa. Güler lập một bàn thắng và một pha kiến tạo quyết định để giúp Fenerbahçe giành chiến thắng 2–0 trên sân khách trước Dynamo Kyiv vào ngày cuối cùng của vòng bảng Europa League. Qua đó, anh giúp Fenerbahçe giành quyền vào thẳng vào vòng 1/8 trong vòng đấu loại trực tiếp của mùa giải Europa League 2022–23. Theo Opta Sports, bàn thắng vào lưới Dynamo Kyiv khiến anh trở thành cầu thủ ghi bàn trẻ nhất trong lịch sử Fenerbahçe ở các giải đấu châu Âu khi mới 17 tuổi 251 ngày. Đồng thời anh cũng phá kỷ lục của cầu thủ 19 tuổi Jude Bellingham trong mùa này để trở thành cầu thủ trẻ nhất ghi cả một bàn thắng và lập một pha kiến tạo trong một trận đấu bóng đá cấp châu Âu. Vào ngày 11 tháng 6, Güler đã có một màn trình diễn xuất sắc trong chiến thắng 2–0 tại trận chung kết Cúp bóng đá Thổ Nhĩ Kỳ 2023 trước İstanbul Başakşehir. Màn trình diễn này khiến anh trở thành cầu thủ xuất sắc nhất trận này. Vào ngày 6 tháng 7 năm 2023, Güler đã thông báo trên tài khoản Instagram của anh sau khi rời Fenerbahçe. Điều này đánh dấu sự kết thúc giai đoạn của anh với câu lạc bộ này.

### Real Madrid
Vào ngày 6 tháng 7 năm 2023, câu lạc bộ Real Madrid tại La Liga ký hợp đồng có thời hạn đến tháng 6 năm 2029 với Güler. Thỏa thuận hợp đồng này đã được ký kết bằng cách kích hoạt điều khoản giải phóng của Güler với khoản thanh toán ban đầu là 20 triệu euro, vượt điều khoản 17,5 triệu euro từ hợp đồng cũ của anh với Fenerbahçe. Trong thỏa thuận này, Güler yêu cầu Real Madrid trả tiền vượt quá điều khoản giải phóng để lấy tiền cho câu lạc bộ cũ của anh. Do đó, theo lời yêu cầu của anh, Real Madrid đã kích hoạt điều khoản giải phóng và trả 20 triệu euro, nhiều hơn điều khoản giải phóng hiện tại của anh.

#### Mùa giải 2023–24
Sau nhiều chấn thương vào cuối năm 2023, Güler chơi trận ra mắt cho Real Madrid và góp phần trong trận chiến thắng 3–1 trước Arandina tại Copa del Rey vào ngày 6 tháng 1 năm 2024. Vào ngày 14 tháng 1 năm 2024, anh giành được danh hiệu đầu tiên cùng với Real Madrid sau khi Real Madrid giành chiến thắng Barcelona trong trận chung kết Supercopa de España với tỷ số 4–1. Güler có trận ra mắt La Liga trong trận chiến thắng 2–1 trước Las Palmas vào ngày 27 tháng 1 năm 2024 khi vào sân thay Rodrygo ở phút thứ 81. Vào ngày 10 tháng 3 năm 2024, Güler ghi bàn thắng đầu tiên tại La Liga cho Real Madrid khi rê bóng qua thủ môn Vicente Guaita của Celta ở phút bù giờ thứ tư, năm phút sau khi được thay vào sân, để giúp Real Madrid ấn định chiến thắng 4–0 trước Celta Vigo. Vào ngày 26 tháng 4, Güler ghi bàn thắng trong lần có mặt trong đội hình ra sân chính đầu tiên tại La Liga để giúp đội của anh giành chiến thắng 1–0 trước Real Sociedad tại Sân vận động Anoeta. Vào ngày 19 tháng 5, anh ghi một cú đúp vào lưới Villarreal trong trận hòa 4–4 và trở thành cầu thủ nhanh nhất trong lịch sử Real Madrid ghi sáu bàn tại La Liga chỉ sau 330 phút thi đấu. Mặc dù không thi đấu trận nào, nhưng anh cuối cùng đã giành được danh hiệu UEFA Champions League 2023–24 cùng câu lạc bộ của mình và cũng trở thành cầu thủ Thổ Nhĩ Kỳ đầu tiên đạt được danh hiệu này.

## Sự nghiệp quốc tế
Güler từng thi đấu cho đội U-17 và đội U-21 Thổ Nhĩ Kỳ mặc dù không tham gia một trận nào cho đội U-21. Anh ra mắt đội tuyển quốc gia Thổ Nhĩ Kỳ trong trận giao hữu thắng 2-1 trước Cộng hòa Séc vào ngày 19 tháng 11 năm 2022. Anh ghi bàn thắng đầu tiên cho Thổ Nhĩ Kỳ trước Wales tại vòng loại Euro 2024 vào ngày 19 tháng 6 năm 2023.

### UEFA Euro 2024
Anh có tên trong đội hình 26 người của Thổ Nhĩ Kỳ tham dự UEFA Euro 2024. Vào ngày 18 tháng 6 năm 2024, Güler được trao giải Cầu thủ xuất sắc nhất trận khi ghi bàn trong trận thắng mở màn 3–1 của Thổ Nhĩ Kỳ trước Gruzia. Bên cạnh đó, anh cũng trở thành cầu thủ tuổi teen đầu tiên ghi bàn trong trận ra mắt tại một kỳ UEFA Euro kể từ Cristiano Ronaldo năm 2004. Với bàn thắng của mình, anh cũng trở thành cầu thủ ghi bàn trẻ thứ năm trong lịch sử giải đấu và là cầu thủ trẻ nhất ghi bàn ra mắt với 19 tuổi 114 ngày và phá kỷ lục trước đó của Cristiano Ronaldo.
Vào ngày 3 tháng 7, Güler đã lập một pha kiến tạo giúp Thổ Nhĩ Kỳ đánh bại Áo với tỷ số 2–1 ở vòng 16 đội và tiến vào tứ kết. Anh đã trở thành cầu thủ tuổi teen thứ ba trong lịch sử UEFA Euro vừa ghi bàn vừa kiến tạo trong một kỳ Euro, sau Cristiano Ronaldo và Wayne Rooney. Vào ngày 7 tháng 7, đội tuyển của anh phải dừng bước trước Hà Lan sau khi dẫn trước 1 và anh là người kiến tạo, nhưng sau đó đã bị lội ngược dòng và chấp nhận trận thua 2–1 và dừng bước ngay tại vòng tứ kết, đồng thời anh cũng kết thúc kỳ Euro cũng là giải đấu lớn đầu tiên của mình với một bàn và hai pha kiến tạo.

## Phong cách chơi bóng và sự nổi tiếng
Güler là một tiền vệ tấn công thuận chân trái có thể chơi ở cánh phải để cắt vào trong và sử dụng chân thuận hơn để tạo cơ hội sút và tạo ra những đường chuyền quyết định đến một phần ba cuối sân. Theo Whoscored, anh là một cầu thủ sáng tạo với khả năng cố định tuyệt vời và một cầu thủ khéo léo. Do vậy, anh được giới truyền thông địa phương mệnh danh là "Messi Thổ Nhĩ Kỳ". Thần tượng của anh là Alex de Souza, cựu đội trưởng và một trong những huyền thoại của Fenerbahçe. Hơn nữa, anh là một tiền vệ chăm chỉ hiện đại với khả năng đóng góp tốt cho phòng ngự và thậm chí có thể chơi ở vị trí tiền vệ trung tâm.
Güler rất nổi tiếng ở đất nước quê nhà nhờ thời gian gắn bó với Fenerbahçe trong sự nghiệp của mình. Anh trở thành một tấm gương, đặc biệt đối với trẻ em.

## Thống kê sự nghiệp

### Câu lạc bộ
Tính đến 19 tháng 5 năm 2024
| Câu lạc bộ          | Mùa giải            | Giải vô địch        | Giải vô địch | Giải vô địch | Cúp quốc gia | Cúp quốc gia | Châu lục | Châu lục | Khác | Khác | Tổng cộng | Tổng cộng |
| Câu lạc bộ          | Mùa giải            | Hạng đấu            | Trận         | Bàn          | Trận         | Bàn          | Trận     | Bàn      | Trận | Bàn  | Trận      | Bàn       |
| ------------------- | ------------------- | ------------------- | ------------ | ------------ | ------------ | ------------ | -------- | -------- | ---- | ---- | --------- | --------- |
| Fenerbahçe          | 2021–22             | Süper Lig           | 12           | 3            | 0            | 0            | 4        | 0        | 0    | 0    | 16        | 3         |
| Fenerbahçe          | 2022–23             | Süper Lig           | 20           | 4            | 5            | 1            | 10       | 1        | 0    | 0    | 35        | 6         |
| Fenerbahçe          | Tổng cộng           | Tổng cộng           | 32           | 7            | 5            | 1            | 14       | 1        | 0    | 0    | 51        | 9         |
| Real Madrid         | 2023–24             | La Liga             | 10           | 6            | 1            | 0            | 0        | 0        | 1    | 0    | 12        | 6         |
| Real Madrid         | 2024–25             | La Liga             | 2            | 0            | 0            | 0            | 0        | 0        | 1    | 0    | 3         | 0         |
| Real Madrid         | Tổng cộng           | Tổng cộng           | 12           | 6            | 1            | 0            | 0        | 0        | 2    | 0    | 15        | 6         |
| Tổng cộng sự nghiệp | Tổng cộng sự nghiệp | Tổng cộng sự nghiệp | 44           | 13           | 6            | 1            | 14       | 1        | 2    | 0    | 66        | 15        |

1. ↑  Bao gồm Türkiye Kupası và Copa del Rey
2. ↑  Ra sân hai lần tại UEFA Europa League, ra sân hai lần tại UEFA Europa Conference League
3. ↑  Ra sân một lần tại UEFA Champions League, ra sân chín lần tại UEFA Europa League
4. ↑  Ra sân tại Supercopa de España
5. ↑  Ra sân tại UEFA Super Cup

### Quốc tế
Tính đến 6 tháng 7 năm 2024
| Đội tuyển quốc gia | Năm  | Trận | Bàn |
| ------------------ | ---- | ---- | --- |
| Thổ Nhĩ Kỳ         | 2022 | 1    | 0   |
| Thổ Nhĩ Kỳ         | 2023 | 3    | 1   |
| Thổ Nhĩ Kỳ         | 2024 | 8    | 1   |
| Tổng               | Tổng | 12   | 2   |

#### Bàn thắng quốc tế
Tỷ số và kết quả liệt kê bàn thắng của Thổ Nhĩ Kỳ trước, cột tỷ số cho biết tỷ số sau mỗi bàn thắng của Güler.
| # | Ngày                | Địa điểm                                | Trận | Đối thủ | Tỷ số | Kết quả | Giải đấu                 |
| - | ------------------- | --------------------------------------- | ---- | ------- | ----- | ------- | ------------------------ |
| 1 | 19 tháng 6 năm 2023 | Sân vận động Samsun, Samsun, Thổ Nhĩ Kỳ | 4    | Wales   | 2–0   | 2–0     | Vòng loại UEFA Euro 2024 |
| 2 | 18 tháng 6 năm 2024 | Westfalenstadion, Dortmund, Đức         | 8    | Gruzia  | 2–1   | 3–1     | UEFA Euro 2024           |

## Danh hiệu

### Câu lạc bộ
Fenerbahçe
- Turkish Cup: 2022–23[40]

Real Madrid
- La Liga: 2023–24[41]
- Supercopa de España: 2023–24[18]
- UEFA Champions League: 2023–24[42]
- UEFA Super Cup: 2024[43]
- FIFA Intercontinental Cup: 2024[44]